# Musée des docks romains
Le musée des docks romains, situé 28 place Vivaux dans le 2e arrondissement de Marseille, présente in situ les vestiges d’un des rares entrepôts commerciaux romains connus dans le monde. Ces vestiges sont classés au titre des monuments historiques par arrêté du 22 octobre 1959.

## Origine du musée
En 1947, au cours des travaux de reconstruction des quartiers du Vieux-Port détruits en 1943 par dynamitage par l'occupant allemand, furent découverts des docks romains qui sont un des rares entrepôts commerciaux romains à dolia connus dans le monde. Il existe des constructions similaires à Ostie, à l'embouchure du Tibre, qui était le port de Rome. Grâce à l'intervention de Fernand Benoit, historien et archéologue de grand renom, une partie de ces vestiges a pu être conservée sur place. Ouvert en 1963 et rénové en 1987, le musée présente une trentaine de dolia ou grandes jarres d’époque romaine. À l'intérieur du parc des dolia, on peut repérer des murs et des puits des habitations médiévales.

## Les dolia
Les dolia sont de grands récipients en céramique, utilisés à l'époque romaine, essentiellement dans le domaine agricole. Ils servent à stocker le vin ou l’huile. Ils étaient souvent présents dans les exploitations viticoles de l'époque à côté des pressoirs. Lors de la découverte, les archéologues pensaient que ces dolia servaient également à stocker des céréales ; cette hypothèse est actuellement écartée[réf. nécessaire]. Ces dolia pouvaient atteindre 1,70 m de hauteur et un diamètre de 1,60 m avec un volume de 1 800 à 2 000 litres. Ils étaient enfoncés dans le sol jusqu’au col et étaient fermés par un couvercle de même nature et enduits intérieurement de résine. Ils étaient ainsi à l'abri des variations de température, ce qui était un avantage pour la conservation des vins.
La fabrication était particulièrement délicate. Les dolia devaient être cuits sur le lieu même où ils avaient été fabriqués. Après le séchage et la cuisson, des fissures pouvaient apparaître dans leur épaisse paroi ; elles étaient soigneusement colmatées.
L’épave découverte au petit Congloué a montré que des bateaux pouvaient être équipés de dolia dans les cales pour le transport des vins.

## Les collections des fouilles sous-marines
Les vitrines disposées le long des murs retracent l'histoire du commerce maritime grâce aux objets issus des fouilles sous-marines effectuées sur une vingtaine d'épaves trouvées dans la rade de Marseille. Ce commerce s'effectuait dans tout le bassin méditerranéen ainsi que l'indiquent les marques des bouchons d'amphores. Les fouilles récentes effectuées places Jules Verne et Villeneuve-Bargemon situées de part et d'autre de la mairie centrale ont également apporté de précieux renseignements. Le matériel exposé daté entre le VIe siècle av. J.-C. et le IVe siècle soit une période de mille ans, donne une vision globale du commerce maritime de la ville de Marseille à l'époque grecque et romaine.
Parmi les objets exposés, on peut retenir ceux des épaves suivantes :

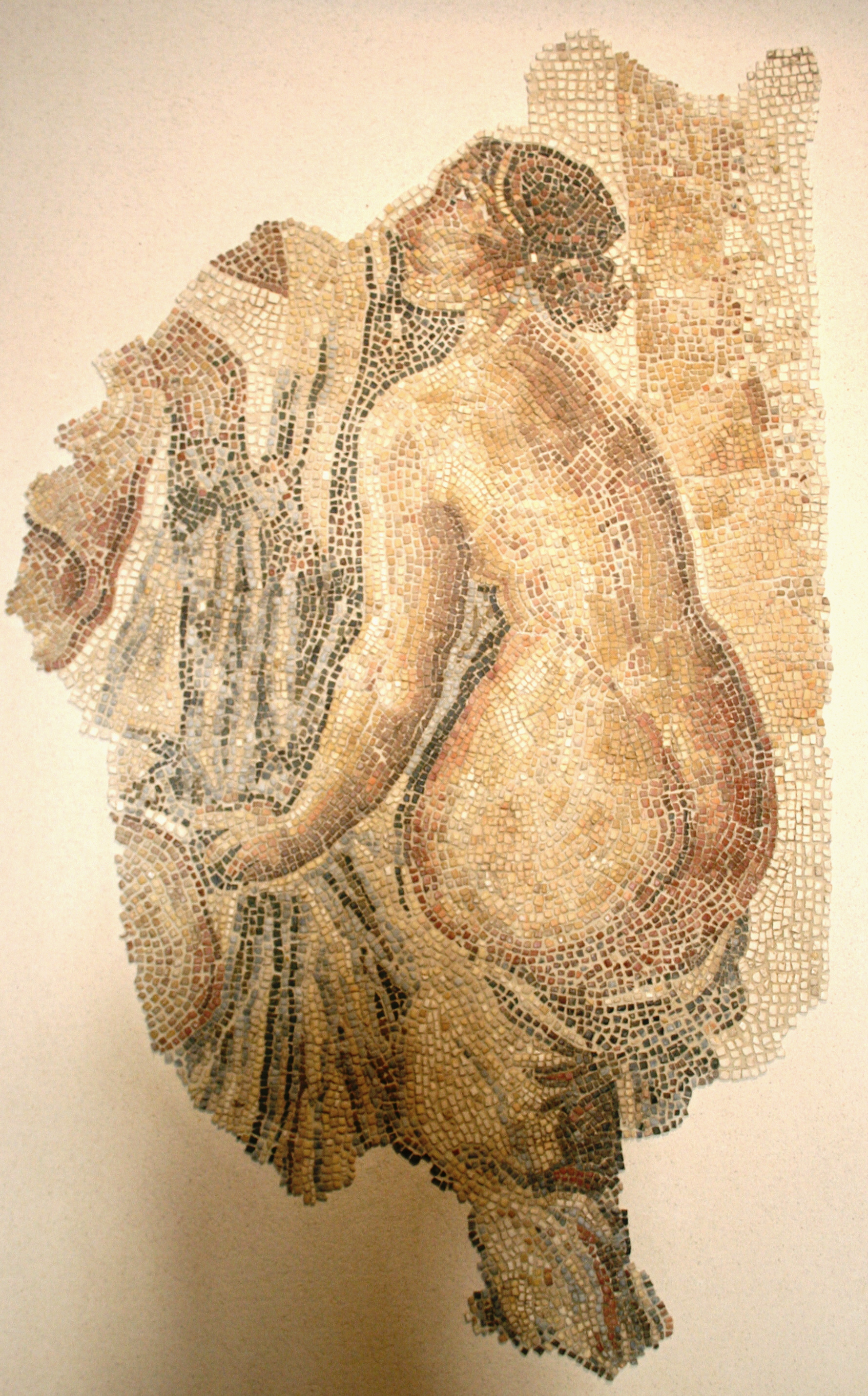
Mosaïque polychrome du III représentant une baigneuse.

- Esteou dou Miet (VIe siècle av. J.-C.) : Amphore étrusque, céramique et canthare en bucchero nero.
- Plane II (fin du Ve siècle av. J.-C.) : amphores massaliotes, puniques et grecques, céramiques attiques, lingots de cuivre, coupe attique à vernis noire.
- Grand Congloué I : (fin IIIe siècle av. J.-C., début du IIe siècle av. J.-C.) : cargaison originaire de Campanie : Amphore timbrée sur les deux anses, coffre de plomb, coupes et bols.
- Grand Congloué II : navire de commerce qui s’est échoué pratiquement au même endroit que le précédent : amphores, céramiques campaniennes.
- Carry-le-Rouet : ce navire transportait des blocs de pierre dont les marques sont identiques à celles des remparts hellénistiques de Marseille qui devait être la destination du navire.
- Planier III : amphores, coupe, assiettes, bouchons d’amphores.
- Petit Congloué : véritable bateau citerne car il était équipé de dolia dans ses cales ; des amphores espagnoles y ont été trouvées.
- Planier I (Ier siècle) : Le navire devait provenir d’Espagne du nord.
- Cassidaigne : vaste zone d’amphores.
- Pointe de la luque A : tuiles romaines plates et rondes.
- Pointe de la luque B : grand nombre de lampes en terre cuite et amphores cylindriques à saumure (IVe siècle)

## Autres expositions
Une mosaïque polychrome du IIIe siècle représentant une baigneuse est exposée. Elle a été découverte rue des Fabre. Cette mosaïque pourrait avoir fait partie des thermes romains qui existaient à proximité du port.
Une vitrine montre le matériel d'accastillage, des ancres et leur jas, des balances et des pièces de monnaie ainsi qu’une partie du bateau de commerce trouvé en 1864 lors du percement de la rue impériale actuellement rue de la République.
Une autre vitrine présente la classification des amphores de Marseille : amphore à panse en toupie (VIe siècle av. J.-C.), à lèvres à facettes (Ve siècle av. J.-C.), à panse sphérique (IVe siècle av. J.-C.), à panse ovoïde (fin du Ve siècle av. J.-C. au  IIIe siècle av. J.-C.), à lèvre en bandeau et amphore dite « gauloise ». Une maquette d'un four de potier mis au jour lors de la fouille de la butte des Carmes à Marseille montre le procédé de cuisson des amphores.

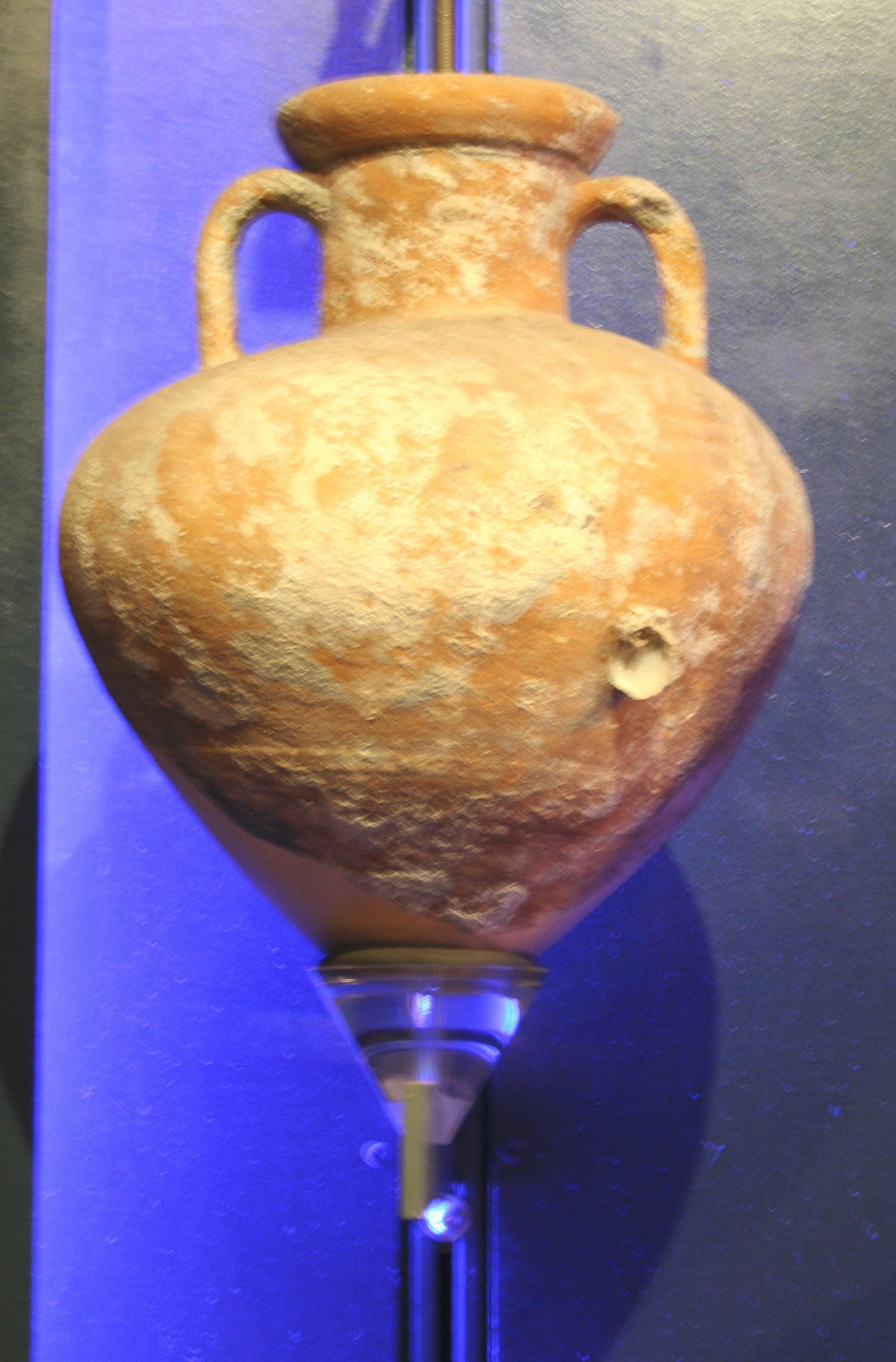
Amphore marseillaise à panse en toupie du VIe siècle av. J.-C.
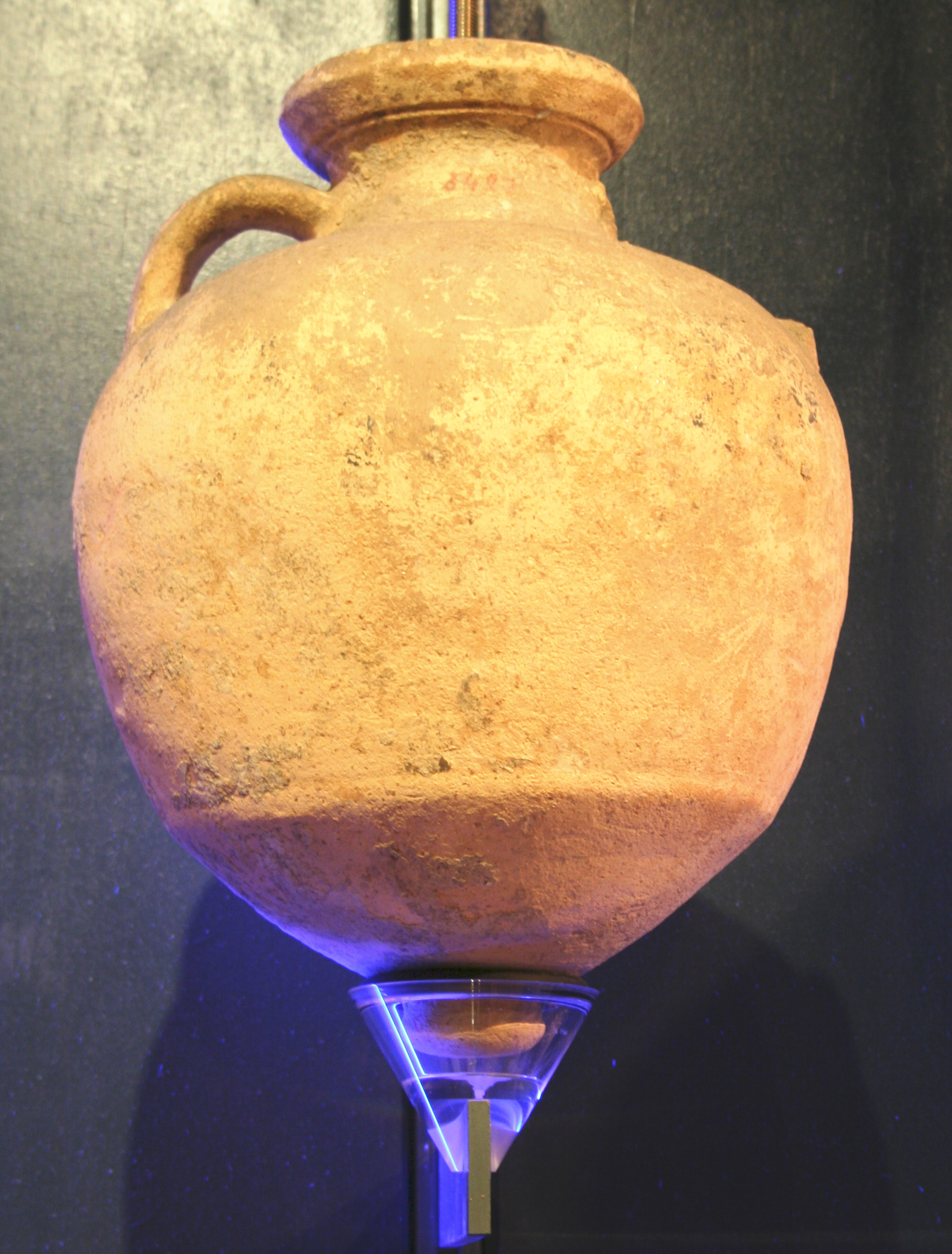
Amphore marseillaise à lèvres à facettes du Ve siècle av. J.-C.
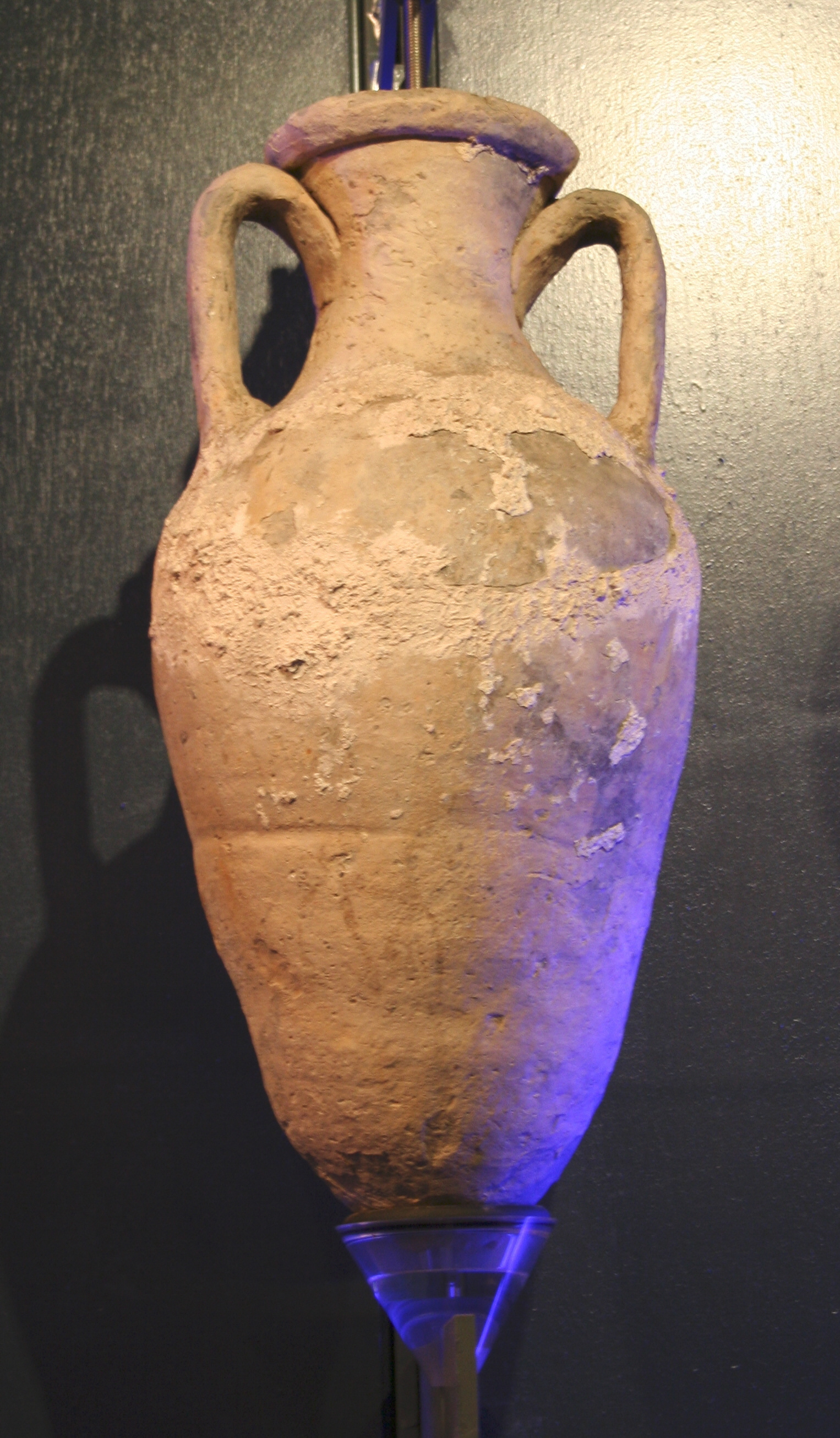
Amphore marseillaise de la fin du IIIe siècle av. J.-C. ou début du IIe siècle av. J.-C.
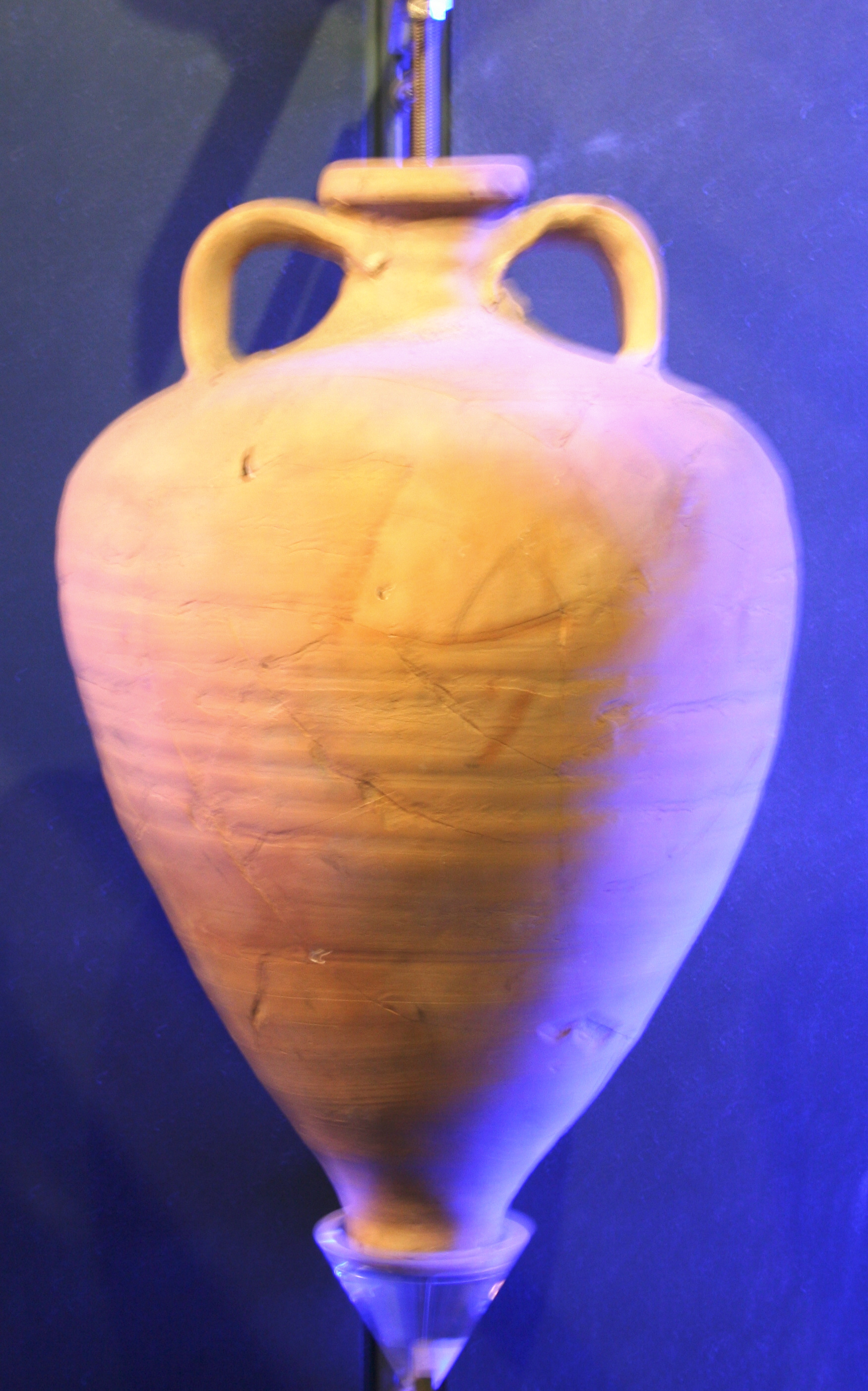
Amphore marseillaise dite gauloise

Enfin une maquette reconstitue le rivage du port avec ses docks tel qu'il pouvait exister à l'époque romaine.

## Fréquentation
| 2001  | 2002  | 2003  | 2004  | 2005  | 2006  | 2007  | 2008  | 2009  | 2010  | 2011  | 2012  | 2013  | 2014   | 2015   | 2016   |
| ----- | ----- | ----- | ----- | ----- | ----- | ----- | ----- | ----- | ----- | ----- | ----- | ----- | ------ | ------ | ------ |
| 6 483 | 7 800 | 7 172 | 8 183 | 9 500 | 7 199 | 4 500 | 5 221 | 5 510 | 5 613 | 5 543 | 6 830 | 9 420 | 12 256 | 15 571 | 18 413 |